# Carex lophocarpa
Carex lophocarpa är en halvgräsart som beskrevs av Charles Baron Clarke. Carex lophocarpa ingår i släktet starrar, och familjen halvgräs. Inga underarter finns listade i Catalogue of Life.